# Ниндзя

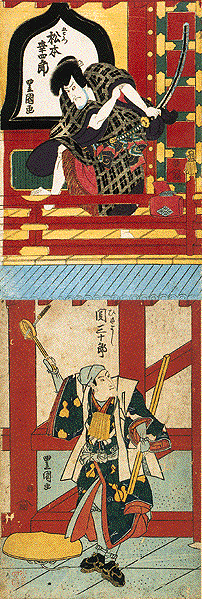

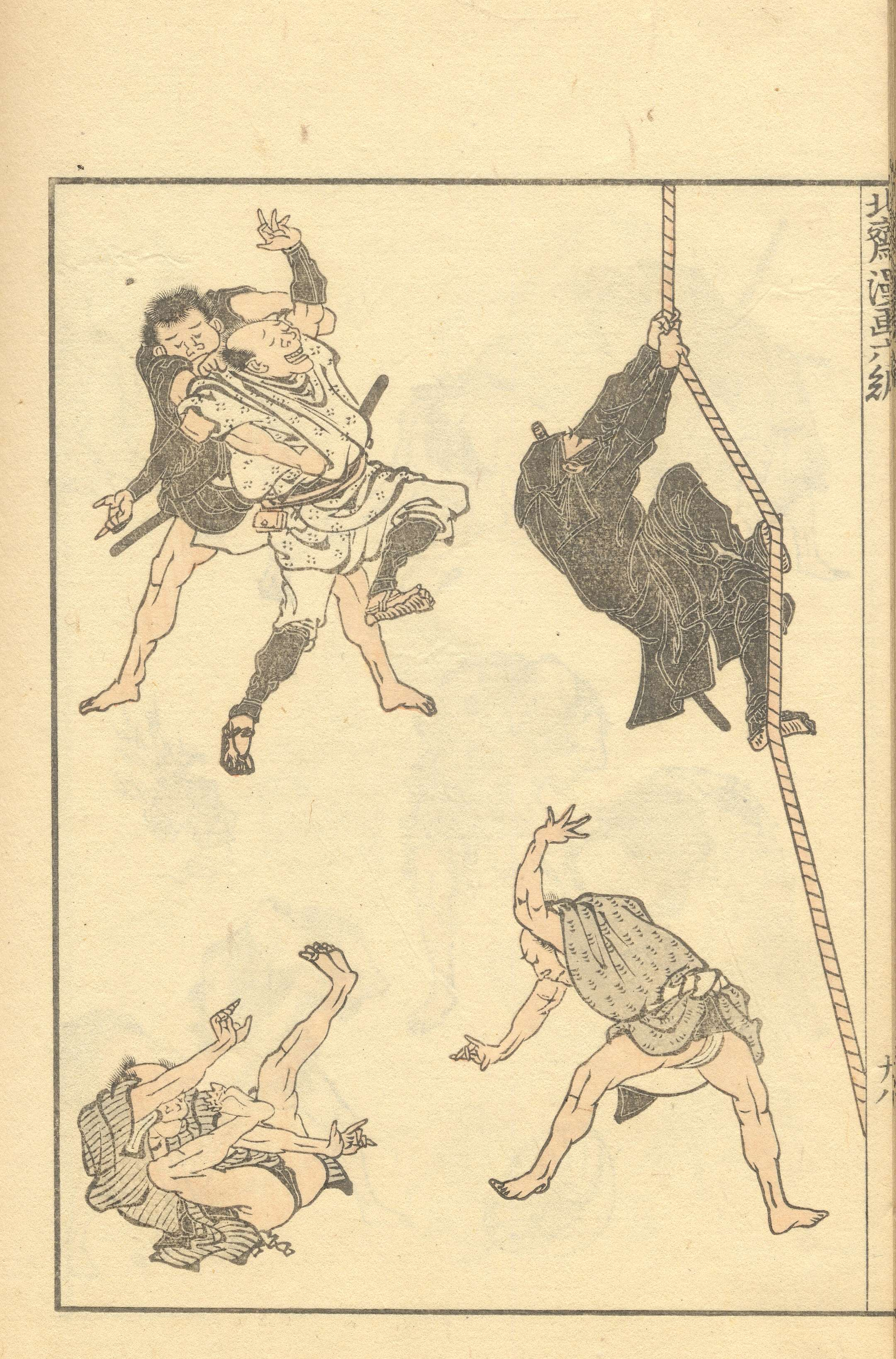
Ниндзя в изображении знаменитого Хокусая

Ни́ндзя (яп. 忍者 «скрывающийся; тот, кто прячется» < 忍ぶ синобу «скрывать(ся), прятать(ся); терпеть, переносить» + 者 моно — суффикс для людей и профессий), другое название — синоби-но-моно (忍びの者, кратко — синоби 忍び) — разведчик-диверсант, шпион, лазутчик и наёмный убийца в средневековой Японии; человек, владеющий искусством ниндзюцу.
В функции ниндзя входили шпионаж, обман и неожиданные атаки. Хотя собственно синоби, как специально обученные шпионы и наёмники, появились в XV веке во время периода Сэнгоку, их предшественники могли существовать уже в XII веке.

## Общая характеристика
Принято считать, что ниндзя по своей сути были разновидностью воинов, которые занимались разведкой, различными тайными операциями, а иногда и заказными убийствами. Они были мастерами, которые владели разнообразными видами оружия и умели защищаться без оружия; прекрасно разбирались в ядах и умели скрываться от посторонних лиц благодаря навыкам маскировки.
Ниндзя с детства проходили специализированное комплексное обучение по системе ниндзюцу, включавшей в себя огромное количество умений. Ниндзя должен был, прежде всего, уметь добывать нужную информацию всеми возможными способами, маскироваться, внезапно появляться и незаметно скрываться, знать местную медицину (в том числе траволечение и иглоукалывание), а в случае обнаружения — обороняться всеми известными ему способами, используя любой предмет как оружие (основа — обучение владению оружием и принцип подобия использования) и обороняясь от любого оружия (в том числе и голыми руками). Благодаря тренировкам ниндзя могли долго находиться под водой, дыша через соломинку, лазать по скалам и постройкам, ориентироваться на местности, имели тренированный слух и зрительную память, лучше видели в темноте, обладали тонким обонянием и т. д.
В своей подготовке ниндзя придерживались крайнего практицизма, стремясь победить врага не «по правилам», как предписывалось бусидо, а как можно скорее, покинув место боя и не оставив следов. В то же время, несмотря на все свои умения, ниндзя не были способны противостоять в открытом бою опытному самураю: в подобных стычках погибало намного больше ниндзя, чем их соперников.

## Происхождение ниндзя
Возникновение ниндзя и системы их обучения под названием ниндзюцу связывается востоковедами нередко с китайскими боевыми искусствами, которые оказали влияние на формирование многих восточных единоборств. В то же время прямого аналога ниндзюцу в Китае не было. Согласно японским исследователям, ниндзюцу появилось в Японии в VI веке после проникновения буддизма из Китая и Кореи: к тому моменту в стране были развиты такие умения, как бой подручными средствами и изготовление ядов, которые использовались ниндзя в дальнейшем. К этому же периоду восходит появление ямабуси — странствовавших монахов, которые в периоды запрета на хранение холодного оружия обучали крестьян рукопашному бою.
Политически ниндзя были вне системы феодальных отношений, их организация имела свою структуру. Более того, они были «хинин» — вне структуры общества, не имели своего признанного места в нём, а могли занимать любое, при том, что своё место было у всех, даже у крестьян. Древние ниндзя были разбросаны по всей стране, но большая их часть проживала в лесных окрестностях Киото и горных районах Ига и Кога. Иногда кланы ниндзя пополнялись так называемыми ронинами (начиная с середины XI века, в случае смерти самурая у его подчинённых-самураев было два пути — совершить сэппуку или стать ронином). Само применение термина «клан» применительно к ниндзя является не совсем корректным, поскольку кланы обычно основаны на родственных узах, что у ниндзя было далеко не всегда. К XVII веку насчитывалось около 70 кланов ниндзя. Самыми могущественными школами ниндзя были Ига-рю и Кока-рю. Формирование сословия ниндзя шло одновременно со становлением сословия самураев, но так как последние в силу своей власти стали господствующим классом, ниндзя заняли место разветвлённой шпионской сети. Более того, японское слово нин (иное прочтение — синоби) означает «тайный»; они не могли действовать явной силой, сама природа ниндзюцу этого не позволяла. Однако «демоны ночи», как их называли, наводили ужас на самураев и князей. В то же время ниндзя почти никогда не убивали крестьян, так как те не представляли для них опасности и зачастую могли им помочь. Основной деятельностью ниндзя были заказные убийства и диверсии. Личина торговца, циркового акробата, крестьянина — все они помогали скрытно передвигаться по стране, а другие такие же люди создавали массовку, позволяя оставаться скрытыми, будучи на виду.
Ниндзя выходят на историческую арену в X веке; группировки ниндзя не поступали на службу в армию, не составляли воинских подразделений, будучи наёмниками. Инициация в семьях ниндзя, как и в самурайских семьях, проводилась в 15 лет. Тогда юноши и девушки переходили к изучению дзэн-буддизма и сянь-даосизма. Существует версия, что своим происхождением ниндзя связаны с ямабуси.
Ролью ниндзя могли заниматься не только мужчины, но и женщины, которых называли куноити. Как правило, их главным оружием были красота, смекалка и фанатизм. Как и мужчины-ниндзя, куноити занимались сбором и добычей информации, но иногда им поручали и убийства.

## Кланы и школы ниндзя
Появление первой школы ниндзюцу, находившейся в провинции Ига (недалеко от Киото), восходит к VII—VIII веках. Тогда в провинции господствовал клан Хаттори. Члены этой школы учились многому у ямабуси, но отличались тем, что активно использовали знания для шпионажа в пользу своего хозяина, работая по найму и не задумываясь о какой-либо духовной составляющей их деятельности.
Китайский мастер ушу, знаток философии и каллиграфии Чэнь Юаньюнь (1587—1671), который обучался в монастыре Шаолинь в провинции Хэнань, считается одним из легендарных мастеров, положивших начало существованию нескольких школ ниндзя. В 1620 году он приехал в город Эдо, поселившись в монастыре Кокусеги: оттуда он выходил для уроков каллиграфии и философии придворной знати и сёгуну. В 1625 году, согласно летописям, однажды вечером Чэнь и трое его охранников подверглись нападению бандитов: хотя охранники были обезоружены, сам философ неожиданно выбрался из окружения бандитов, обезоружив двух из них и повергнув на землю третьего. Впечатлённые охранники стали просить философа обучить их искусству боя. Философ не отвечал на их просьбы, а воины прождали всю ночь под стенами монастыря, прежде чем философ согласился. Один из охранников обучался броскам шуайцзяо, другой — технике захватов и удушений, третий — ударам по жизненно важным точкам. Согласно легенде, соединение трёх стилей стало основанием нескольких школ ниндзюцу.
Со временем ниндзя стали объединяться в кланы. Как правило, кланы могли формироваться в деревнях для защиты от набегов бандитов и бродячих самураев. Члены каждого клана приносили ему присягу на верность: присяга связывала клан строгой дисциплиной, основанной на подчинении младших старшим, и была важнее любых родственных уз. В каждом клане ниндзя делились на три категории — генины, тюнины и дзенины. Генины были непосредственными исполнителями операций (саботаж, шпионаж, убийства), тюнины разрабатывали операции и руководили группами генинов, дзенины руководили всей деятельностью клана.
Всего существовало несколько десятков кланов ниндзя по всей Японии, но наибольшую известность получили кланы уезда Кока и провинции Ига. Уезд Кока контролировала коалиция кланов «53 семьи Кока». Провинция Ига была разделена между 3 крупными кланами: Момоти на юге, Хаттори в центре и Фудзибаяси на севере. В этих двух районах сформировались важнейшие школы ниндзя: Кока-рю и Ига-рю.

## Боевая подготовка ниндзя
По мнению историка-япониста Алексея Горбылёва, у ниндзя не существовало отдельной оригинальной системы рукопашного боя и боя с различными видами оружия; они изучали и адаптировали под свои нужды все уже имевшиеся в Японии боевые искусства. Кланы ниндзя для рукопашного боя использовали старую форму дзю-дзюцу, а для боя с оружием — соответствующие стили кобудо (кэндзюцу, бодзюцу, содзюцу, сюрикэн-дзюцу и прочие). При этом характеристики оружия сами по себе диктовали технику работы с ним, поэтому принципиальных отличий самурайских школ боевого искусства от школ ниндзя не было. Вместе с тем, Горбылёв предполагает следующие отличия синоби бо-дзюцу от самурайских стилей боевых искусств, обусловленные тактикой действия ниндзя:
- Упор на ведение боя в небольших помещениях и ограниченных пространствах (кустарники, бамбуковые чащи, узкие коридоры, традиционные японские комнаты с низким потолком и тому подобное). Ведение боя в ограниченном пространстве (как с оружием, так и без него) накладывает определённые ограничения на используемую технику: нет места для размашистых ударов и длинного оружия, поэтому им на смену приходят «сжатые» короткие рубящие удары и уколы в фехтовании и малогабаритные укороченные типы оружия — различные кастеты, когти, шипы, спицы и прочее (например, ниндзя использовали ниндзя-то — более короткие по сравнению с самурайскими катанами мечи).
- Больше ударов, чем в самурайском дзю-дзюцу.
- Упор на удушающие приёмы, как более бесшумные по сравнению с бросками.
- Предпочтение внезапным нападениям из скрытого положения (из засады, сзади, ночью и тому подобное).
- Упор на приёмы ошеломления (отвлечения, испуга или заторможения) противника, чтобы в случае раскрытия разведчика выиграть время для бегства[11].

В настоящее время в Японии существует много школ боевых искусств, но, по мнению Алексея Горбылева, ни одна из них не может убедительно доказать, что ведёт происхождение от средневековых ниндзя.
При бегстве применялись два приёма рукопашного боя: ниндзя резко падал под ноги нагоняющего противника и заставлял его лететь кубарём через себя, а если противник приближался сбоку, то резко останавливался, пропускал его мимо себя и наносил удар лезвием по спине.
По мнению Горбылёва, ниндзя уделяли практике рукопашного боя намного меньше времени, чем об этом думают поклонники кинобоевиков. Серьёзные тренировки в боевых искусствах влекут за собой специфические изменения во внешнем облике, тем самым демаскируя шпиона и диверсанта, поэтому, по мнению Горбылёва, ниндзя делали акцент на приёмах внезапного нападения с близкой дистанции с использованием малогабаритного скрытого оружия вместо глубокого изучения боевых искусств и ведения традиционного открытого поединка.
По мнению востоковеда А. А. Маслова, традиционные средневековые ниндзя в рукопашном бою применяли заломы рук, броски и нажатия на болевые точки, а современные так называемые школы ниндзюцу используют преимущественно технику каратэ.

## Снаряжение ниндзя

### Костюм и доспехи

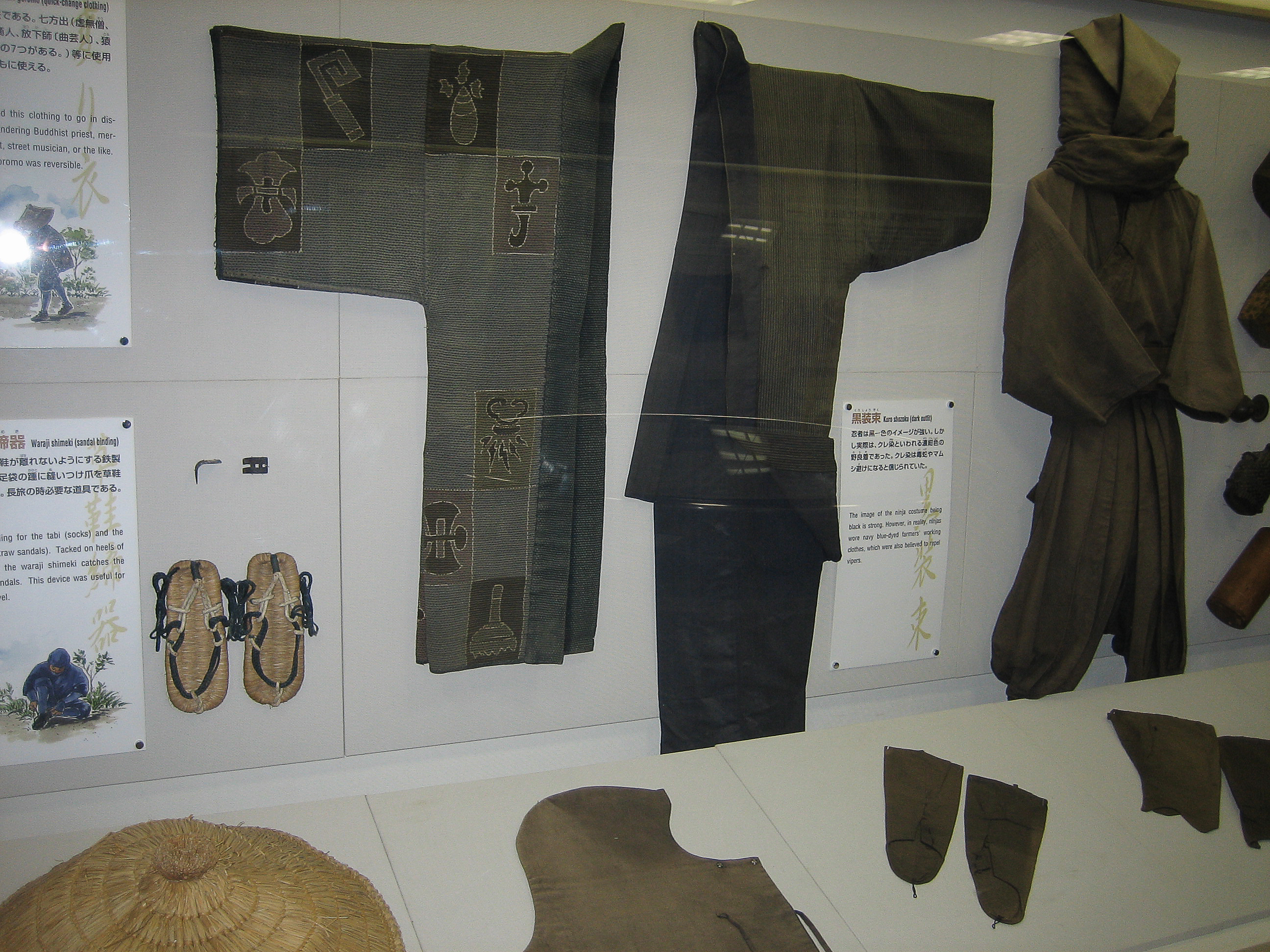
Костюм ниндзя Куро сёдзоку и варадзи (сандалии). Сильный образ костюма ниндзя чёрного цвета. Однако на самом деле ниндзя носили тёмно-синюю рабочую одежду фермеров, которая, как считалось, также отпугивала гадюк.

Днём ниндзя носили обычную повседневную одежду, позволяющую слиться с толпой. По поводу костюмов, использовавшихся для ночных вылазок и диверсий, существуют различные мнения.
По мнению Горбылёва, ниндзя никогда не использовали чёрный обтягивающий костюм, часто демонстрируемый в художественных фильмах и романах и ставший неотъемлемым атрибутом ниндзя в представлении обывателя; на самом деле костюмы, использовавшиеся ночью, имели красновато-коричневые, пепельные, желтовато-коричневые или тёмно-серые оттенки — именно такие оттенки позволяют полностью слиться с ночной мглой, тогда как абсолютно чёрный костюм резко выделяется в этих условиях. Костюм ниндзя имел мешковатые очертания.
Чёрный же костюм, приписываемый ниндзя, родом из кукольного театра бунраку. Кукольник находится прямо на сцене, в чёрном одеянии, считается, что зрители его не видят, поэтому когда в театре кабуки кого-то убивает «человек-невидимка», убийцу одевали в костюм кукольника.
Полных доспехов ниндзя не носили, отдавая при необходимости предпочтение простому полусферическому шлему и скрытым пластинам в тех местах, куда обычно целился враг.

### Рокугу
В снаряжение ниндзя входили рокугу (6 обязательных предметов): амигаса (азиатская плетёная шляпа), кагинава («кошка»), сэкихицу (грифель), или ядатэ (чернильница с пеналом для кисти), якухин (медикаменты), цукэдакэ, или утидакэ (контейнер из куска бамбуковой трубки для переноски тлеющих углей), сандзяку-тэнугуи (полотенце).
Большинство из этих предметов — стандартное снаряжение лесорубов, крестьян, солдат. Во времена Средневековья японцы, так же, как и европейцы, пользовались огнивом, но в условиях диверсионной операции проще иметь наготове утидакэ, а не высекать искру огнивом. Утидакэ также служила ручной грелкой (по сравнению с Западной Европой, климат Японии отнюдь не тёплый). Шпионам требовалось делать записки, рисовать карты и ставить метки, поэтому обязательны были приспособления для письма.
Остальное снаряжение зависело от ситуации. Это могли быть лестницы и крючья для залезания на стены, отмычки для вскрывания замков, компактные, но эффективные плавсредства, и так далее.

## Оружие ниндзя

Иероглифы «ниндзя»

Поскольку ниндзя часто приходилось сталкиваться с необходимостью убивать, ими был разработан целый ряд оружейных средств и способов бесшумного и незаметного убийства. Помимо обычных для средневековой Японии видов оружия, таких как меч или лук, ниндзя использовали весьма специфические виды оружия. Специфическое оружие ниндзя пряталось в одежде, было малозаметным или маскировалось под безобидные предметы, поэтому имело малые габариты: носимое на пальце кольцо с шипами, различные виды ручных кистеней, палочки с заострёнными концами, которые выдавались за палочки для массажа или даже еды, спрятанные в трости клинки, боевой веер и прочее.
Значительную часть своей физической и боевой подготовки ниндзя переняли из воинской подготовки самураев, в которую входили искусства содзюцу (владение копьём), нагинатадзюцу (владение нагинатой, родственной европейской алебарде), кюдзюцу (стрельба из лука), кэндзюцу (владение мечом) и бадзюцу (верховая езда и бой на коне).

### Холодное оружие
Традиционная катана не была доступна для ниндзя, прежде всего, из-за огромной стоимости самого оружия и долгого времени изготовления. Поэтому шпионы использовали более короткие, лёгкие и хрупкие мечи. Отсутствие возможности наносить мощный удар, как у катаны, компенсировалось разнообразием техники ударов и скоростью их нанесения.
Ниндзя использовали короткие мечи также потому, что вынуждены были часто действовать в зарослях или закрытых помещениях. Длина традиционного меча, используемого ниндзя (ниндзя-то), редко превышала 60 см. К ножнам привязывали несколько метров верёвки: меч мог стать подвесной скамейкой или ступенькой, которую потом затаскивали наверх. Если нужно кого-то связать, от этой верёвки отрезали кусок. Ножны были длиннее меча и заодно служили футляром для мелкого снаряжения.
Ниндзя носили меч обычным способом, на левом боку, иногда (для кувырков или переползаний) сдвигая за спину или на живот.

### Макибиси
Макибиси — шипы, используемые для остановки лошадей и пеших войск.

### Сюрикэн
Сякэн (яп. 車剣, «меч-колесо») — метательное оружие в виде металлической звезды с лезвиями или шипами вместо «лучей», которое наиболее часто ассоциируется с ниндзя. Также известен вариант названия сюрикэн (яп. 手裏剣 — «лезвие, скрытое в руке») и разговорное «звёздочка». Чаще всего это оружие использовалось при отступлении. Резко выпущенные лёгкие метательные лезвия не могли убить, но зато хорошо наносили лёгкие болезненные ранения, мешающие при стремительной погоне. Есть много видов сюрикэнов: звезда, пятиугольник, четырёхугольные саркофаги и даже в виде ножа.

### Кусаригама
Кусаригама — серп или коса с цепью на конце рукояти или у основания лезвия. Предположительно, искусство владения этим оружием (кусаригамадзюцу) появилось либо в XIV, либо в XVII веке. Возможно, применение серпа ниндзя было связано с необходимостью маскировки оружия под обыденный сельскохозяйственный инструмент. Является соединением кама и манрики-кусари, где цепь обычно имеет длину 2,5 м, гирьки различны по весу и форме, а кама имеет рукоять длиной 0,6 м и наконечник длиной 0,3 м. В отдельных случаях наконечник кама мог быть откидным, а в рукояти скрывался кинжал.

### Использование ядов
В средние века ниндзя широко применяли яды. Наиболее известным и описанным в литературе способом убийства при помощи яда является скатывание капель ядовитого вещества в рот или ухо спящей жертвы по свешенному сверху шнурку или нити. Ниндзя разделяли яды на три категории: медленно действующие яды, или гёку-ро, получаемые ниндзя из особого сорта зелёного чая; яды, действующие через небольшой промежуток времени (мышьяк, ликорис); яды, убивающие почти сразу, или дзагараси-яку.

### Огнестрельное оружие
Японцы обзавелись огнестрельным оружием с первым же прибытием европейцев, однако из-за политики самоизоляции и бедности металлом мушкеты были мало распространены — только не у ниндзя. Ниндзя были весьма искусны в снайперской стрельбе, отдельные источники говорят о стрельбе на 600 м. В местах, где все носили кинжал, под видом кинжала ниндзя мог скрыть примитивную однозарядную пищаль. Также существовали устройства для дистанционных поджогов — к примеру, сюрикэн с пороховым зарядом. Ниндзя поджигал фитиль и забрасывал оружие в соломенную крышу или в другое подходящее место. По крику «Пожар!» охранник мог переключиться с преследования врага на тушение огня.
Однако, по словам А. А. Маслова, огнестрельное оружие использовалось ниндзя редко, поскольку по звуку выстрела можно было обнаружить стрелка.

## Участие ниндзя в войнах
Методы ведения боя, которыми руководствовались ниндзя, считались самураями неприемлемыми, недостойными их чести и несоответствующими кодексу воинов: самурай не мог нарушить ни один из ритуалов, поскольку помнил о чести и духовности, а также постоянно находился на виду. Осуществляя свою подготовку, ниндзя исключили из неё все самурайские ритуалы отчасти потому, что для них формально не существовало понятия чести, а отчасти потому, что в бою руководствовались сугубо практическими соображениями, стремясь победить как можно скорее и избежать опасности. Если ниндзя оказывался застигнутым и попадал в плен, то с ним расправлялись особенно жестоким образом, заживо сваривая в кипящем масле. Труп несостоявшегося убийцы вывешивали на стене замка в качестве назидания. Многие самураи поступали так, показывая всем публично, сколько было предотвращено покушений на них. В то же время в самой Японии ещё с VII—VIII века был велик спрос на умелых шпионов и лазутчиков, а в XII—XIII веках во время феодальных войн услугами подобных шпионов и наёмных телохранителей стали всё чаще и чаще пользоваться самураи.
Согласно А. А. Маслову, пик активности ниндзя пришёлся на эпоху средних веков в Японии. Формально ни в одной из исторических хроник не было зафиксировано прямых упоминаний ниндзя, поскольку они внешне не отличались от обычных деревенских жителей. В то же время в хрониках и документах встречались упоминания убийств видных самураев без наличия каких-либо улик, которые могли бы указать на преступника. По мнению Маслова, такие убийства могли быть совершены именно ниндзя. Так, в 1540 году в одну из ночей в своём замке неизвестными был убит самурай Фугаси вместе со своей охраной: по словам свидетелей, никто из них не успел даже вытащить мечи, а у некоторых из охранников на лице застыло выражение ужаса. Поразительным фактом было то, что все двери замка были заперты изнутри и тщательно охранялись, а стражники в ночь перед убийством не заметили никого из посторонних. Крепость была также окружена высокими стенами и глубоким рвом. Убийство осталось нераскрытым и породило множество слухов сверхъестественного происхождения, в том числе о причастности неких «духов-убийц», якобы обитавших в подвалах замка (эти объяснения часто встречались по поводу нераскрытых убийств подобного характера). Однако впоследствии историки стали считать, что к убийству были причастны ниндзя. Предполагается, что с учётом постоянных тренировок ниндзя мог не только переплыть через реку, держась за бревно и умело сливаясь с ним благодаря маскировке, но и проделать подкоп в замок Фугаси, подпилить каменные половицы и пробраться к самураю, а после его убийства скрыться и не оставить никаких следов. Слухи о «духах-убийцах» объяснялись тем, что ниндзя мог расправиться с любым из охранников, воткнув в его тело иголку с ядом и затем вытащив её: жертва могла погибнуть либо мгновенно, либо спустя несколько дней в страшных мучениях, но без видимых причин.
Всё тот же Маслов писал, что спустя почти два века после убийства Фугаси в летописях было зафиксировано ещё одно похожее убийство, организаторов и исполнителей которых не удалось найти. Его жертвами стали самурай Сегуми и два его охранника из кортежа, который направлялся в Киото. Дорога проходила через опушку леса: на одном из участков за поворотом первым из виду скрылся авангард охраны, а затем и Сегуми. Когда свой поворот сделала и свита самурая, то люди из неё увидели, что оба охранника были обезглавлены, а их тела оставались в сидячем положении на лошадях. Тело самого Сегуми висело на суку ели, наклонившейся над дорогой. Отмечалось, что убийца расправился со всеми тремя бойцами за несколько секунд. Несмотря на спешно организованные поиски, убийц так и не нашли. Маслов утверждает, что это убийство, равно как и убийство Фугаси, было в дальнейшем также отнесено на счёт ниндзя.
Одно из последних упоминаний ниндзя как таковых, по мнению Маслова, может восходить к 1854 году, когда ниндзя попытались пробраться на один из пришедших «чёрных кораблей» и выяснить их замыслы. Хотя все лазутчики успешно пробрались на борт, сумели услышать речь иностранцев и даже заглянуть в личные документы командира эскадры, они ничего не смогли выяснить, поскольку из лазутчиков никто не знал английского языка.

## Ниндзя в культуре

### Мифы и легенды
Ниндзя стал стандартным персонажем в японской культуре.
Со времён средневековой Японии о ниндзя ходят немало слухов и легенд, сводящихся к преувеличению их знаний и умений, а иногда к присвоению им сверхъестественных способностей.
Сохранилось немало преданий, легенд и сказок, в которых выделялись героизм отдельных ниндзя.
Одним из элементов японской мифологии является тэнгу — мифическое существо, среди способностей которого упоминаются возможность исчезать в одно мгновение, растворяясь в воздухе. Считается, что на распространение легенд о тэнгу повлияли ниндзя, которые совершали некоторые убийства под покровом ночи, пробираясь незамеченными к жертве, убивая её и затем мгновенно скрываясь без каких-либо следов.

### Образ в современной культуре
Первым фильмом о ниндзя считается японский немой фильм 1915 года «Легенда о чудовищной мыши» (яп. Кайсодэн 怪鼠伝); также в 1916 году вышли «Призрачный герой Ниндзюцу-Горо» (яп. Кайкэцу Ниндзюцу-Горо 怪傑忍術五郎) и Кока-Умон (Кока-рю Ниндзюцу 甲賀右門・甲賀流忍術) с популярным в те годы актёром Оноэ Мацуносукэ в главной роли. В европейском кинематографе ниндзя впервые появились в одном из фильмов бондианы «Живёшь только дважды» (1967).
В середине 1970-х японский мастер боевых искусств Масааки Хацуми провозгласил себя 34-м сокэ (руководителем) школы ниндзюцу Токагурэ-рю, существовавшей ещё в средние века. Вскоре Японию посетил американец Стивен К. Хейс, который записался в ученики к Хацуми. В школе он изучил приёмы рукопашного боя, заимствованные во многом из каратэ, и искусство владения разными видами оружия. По возвращении в США он стал преподавать освоенное искусство, благодаря чему западный мир впервые узнал о ниндзя и ниндзюцу. В то же время Хейс безоговорочно поверил не только в рациональное зерно системы подготовки ниндзя, но и во множество выдумок и легенд о ниндзя. Таким образом, в массовую культуру перекочевали многочисленные стереотипы о ниндзя.
Настоящая «ниндзя-мания» началась в 1980-е годы, когда было создано огромное количество фильмов и компьютерных игр с участием ниндзя. В этих фильмах они, как правило, в традиционной экипировке, сражаются с врагами в современном или научно-фантастическом антураже. Был выведен даже шуточный «закон сохранения ниндзюцу»: чем больше ниндзя в отряде, тем они слабее. Другими словами: один ниндзя представляет для главного героя почти смертельную опасность, тогда как десять, нападающих одновременно, будут побеждены почти без проблем.
Большую популярность обрёл датско-канадский анимационный сериал «Ниндзяго. Мастера Кружитцу», основанный на серии сборных моделей Lego Ninja. В сюжете обыгрываются популярные легендарные особенности ниндзя, а главные персонажи обладают сверхъестественными способностями, например, умением управлять природными стихиями.
По мнению А. Маслова, элементы подготовки ниндзя нашли своё отражение в подготовке бойцов спецподразделений вооружённых сил разных стран мира.

### Иное употребление термина «ниндзя»
В современной Монголии словом «ниндзя» обозначают «чёрных копателей» — а именно тех, кто организует незаконную добычу минерально-сырьевых ресурсов. Название было навеяно франшизой «Черепашки-ниндзя», так как подобные копатели постоянно носили на спине зелёные металлические тазы.
На жаргоне военных США словосочетание «ninja woman» применяется в отношении мусульманки, носящей чёрную паранджу, схожую с типичным костюмом ниндзя из фильмов.

## Галерея

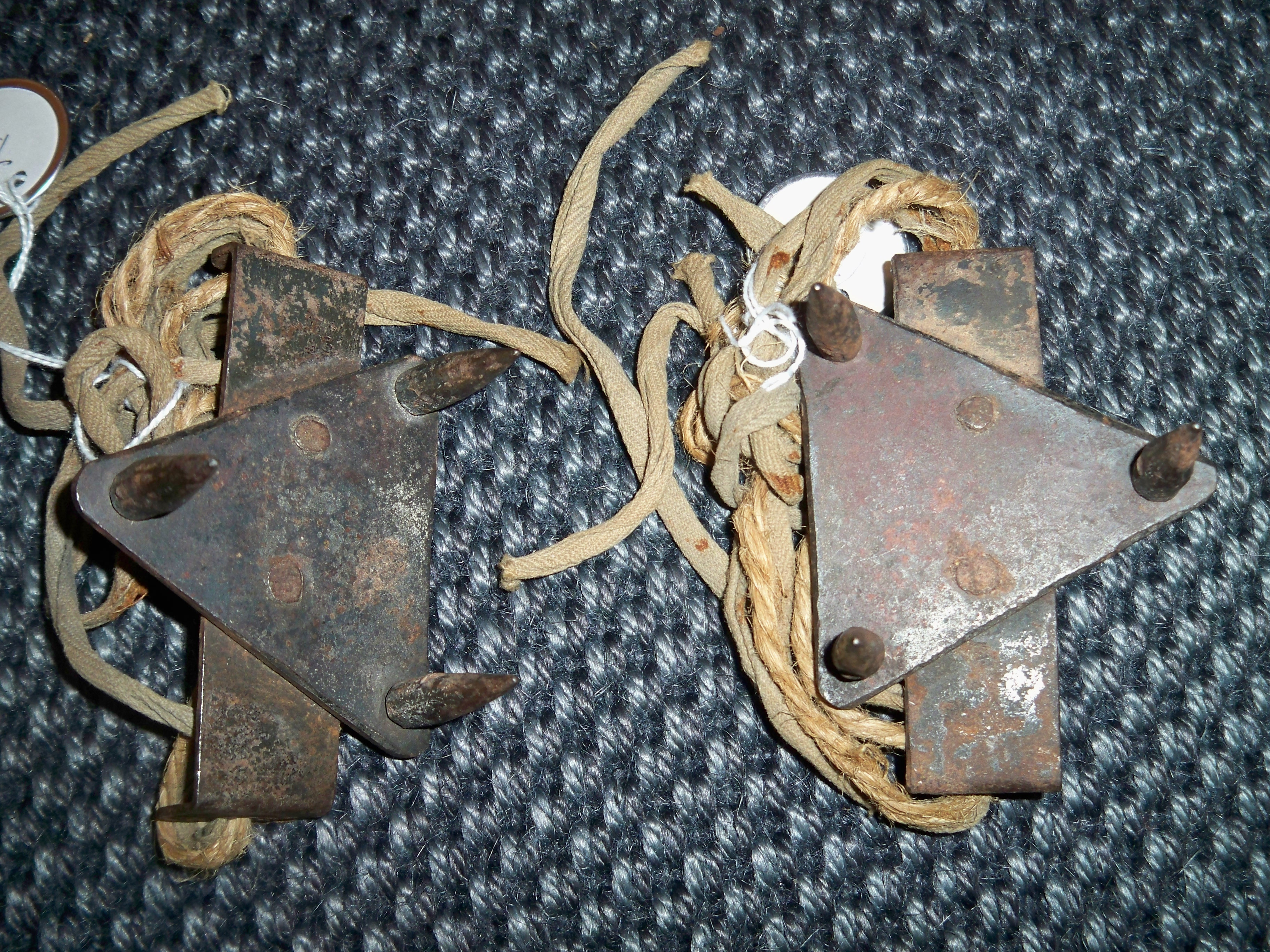
Асико, кошки для подъёма по стене
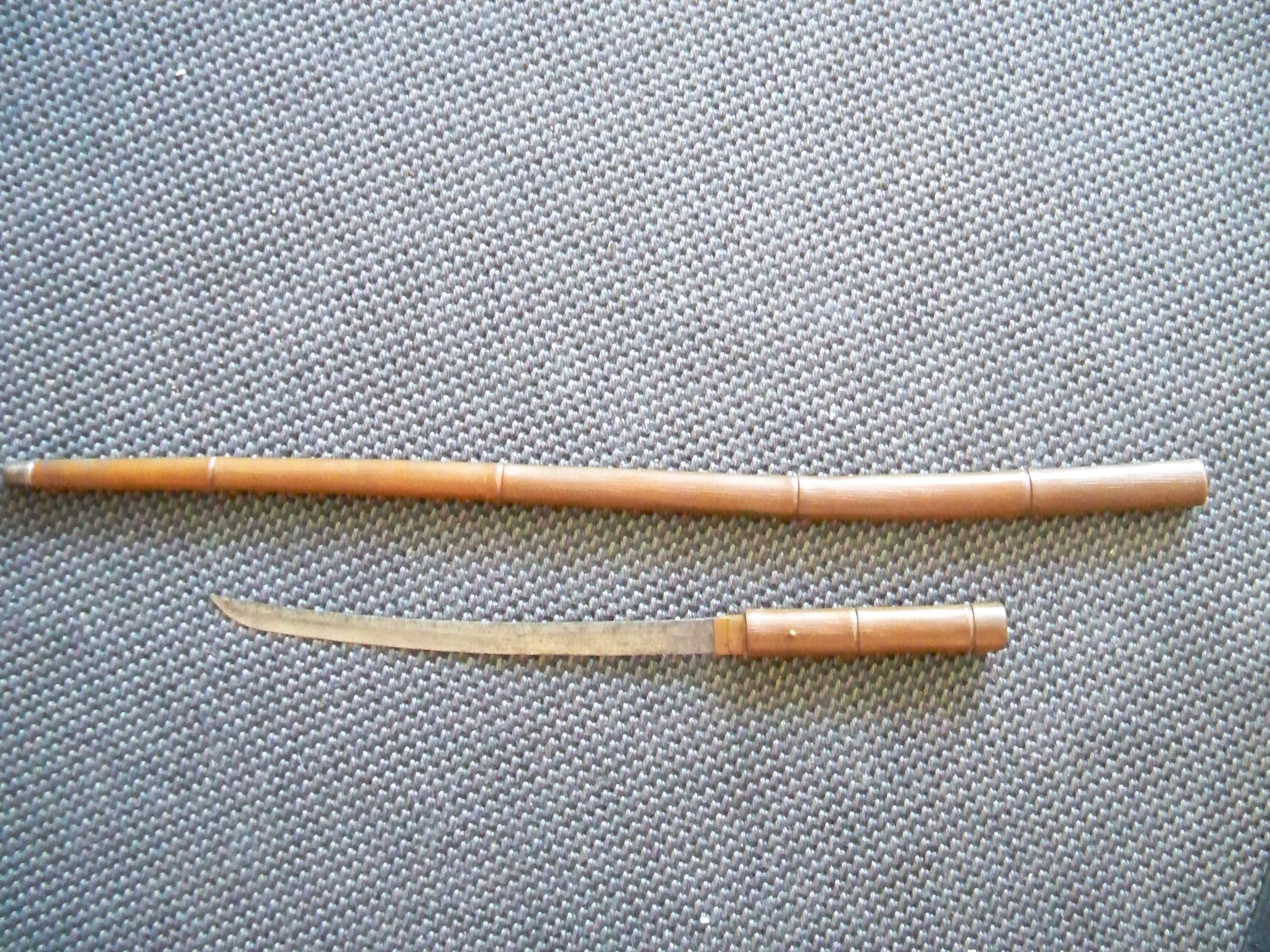
Сикомидзуэ, меч-трость
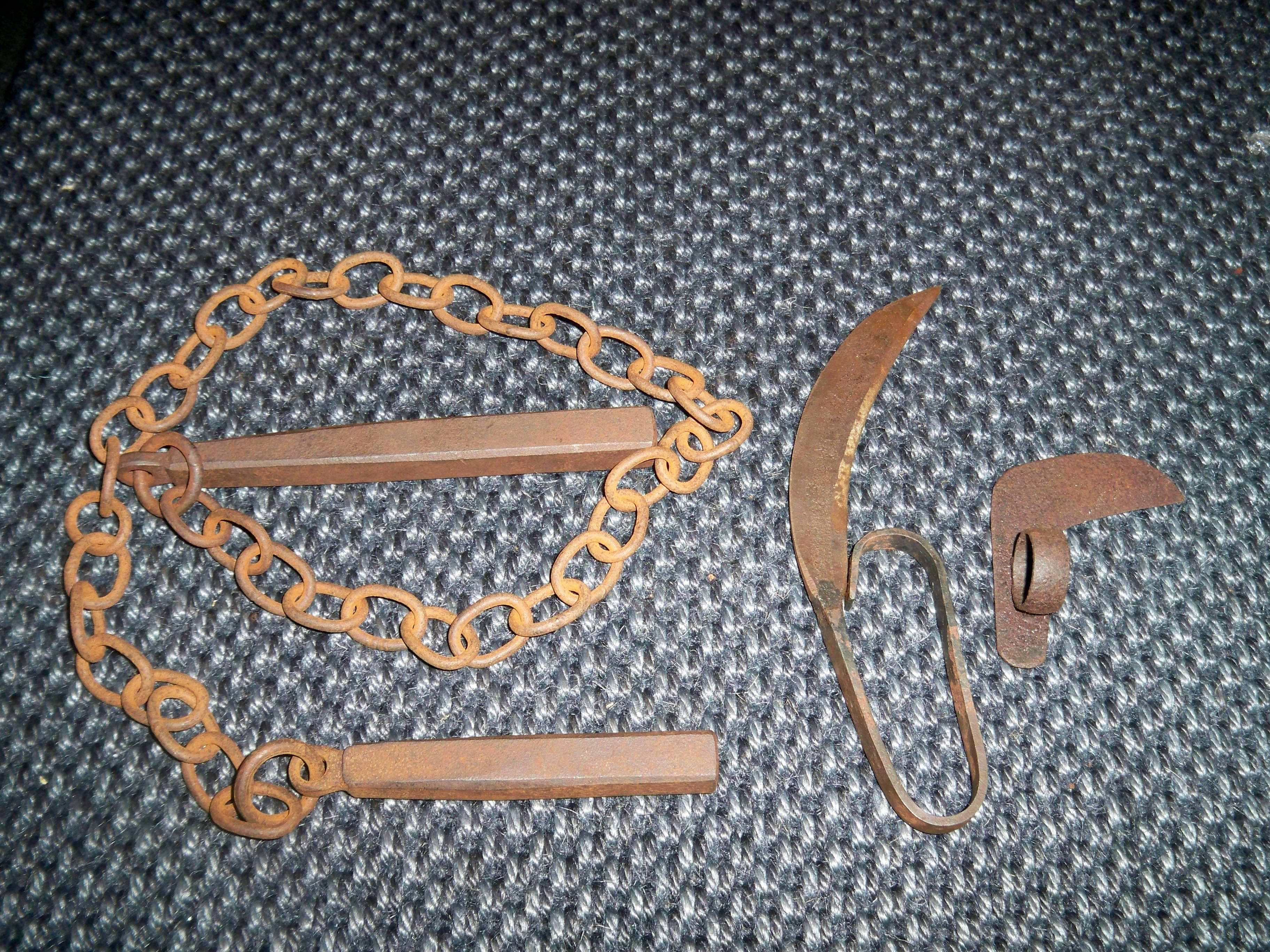
Маскируемое оружие
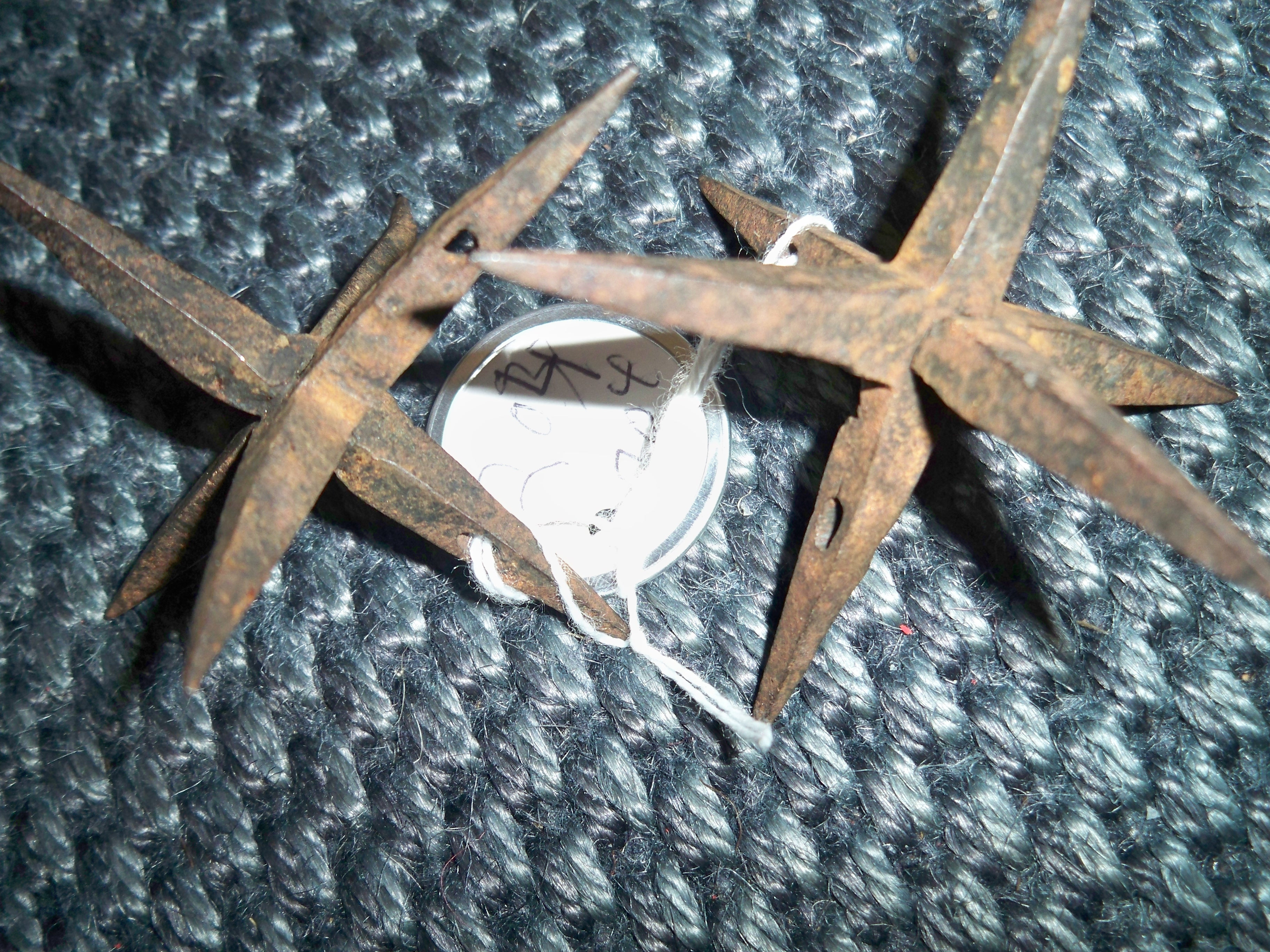
Макибиси, разновидность чеснока
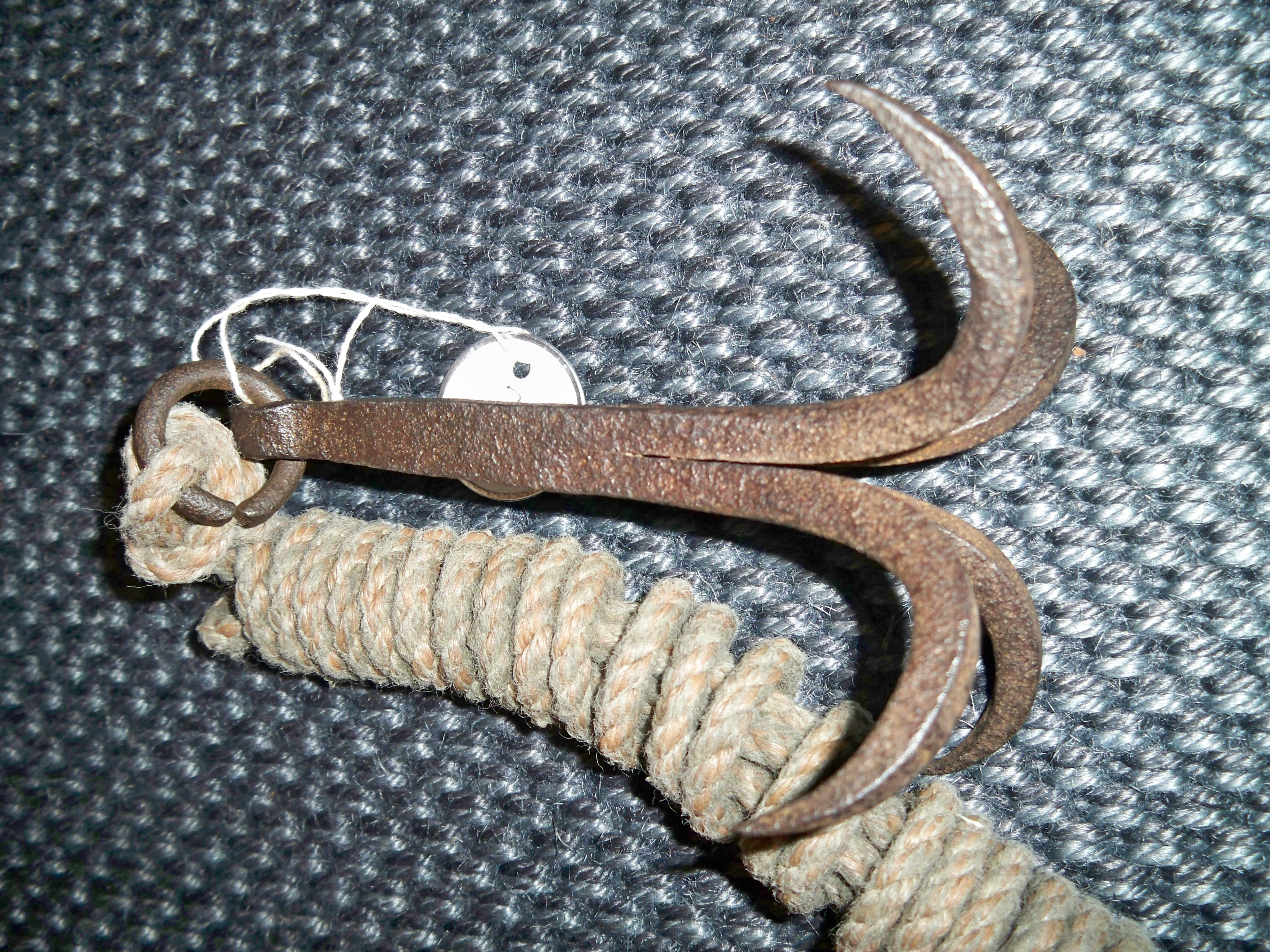
Кагинава, крюк-кошка
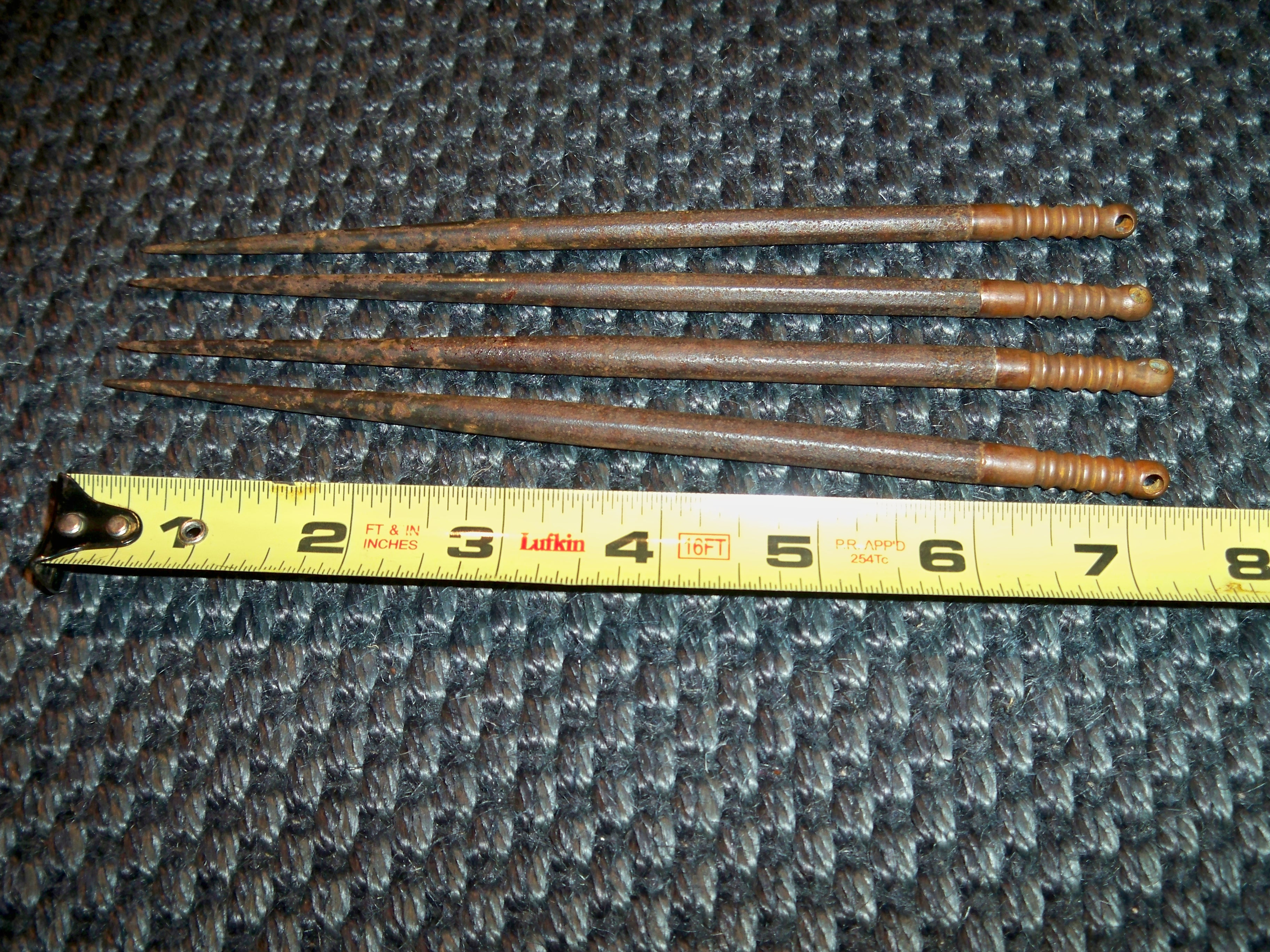
Бо-сюрикэн, дротики
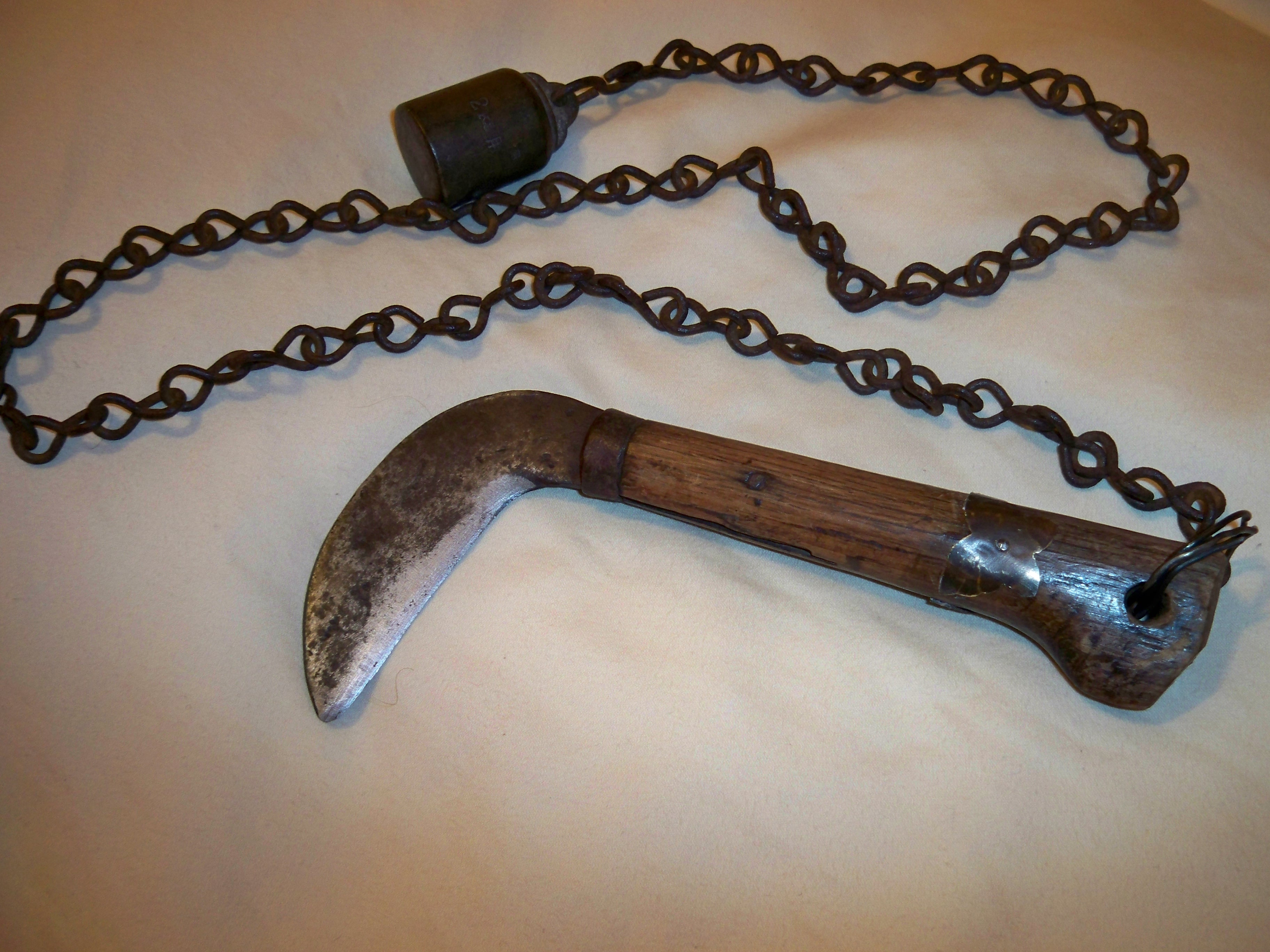
Кусаригама, боевой серп
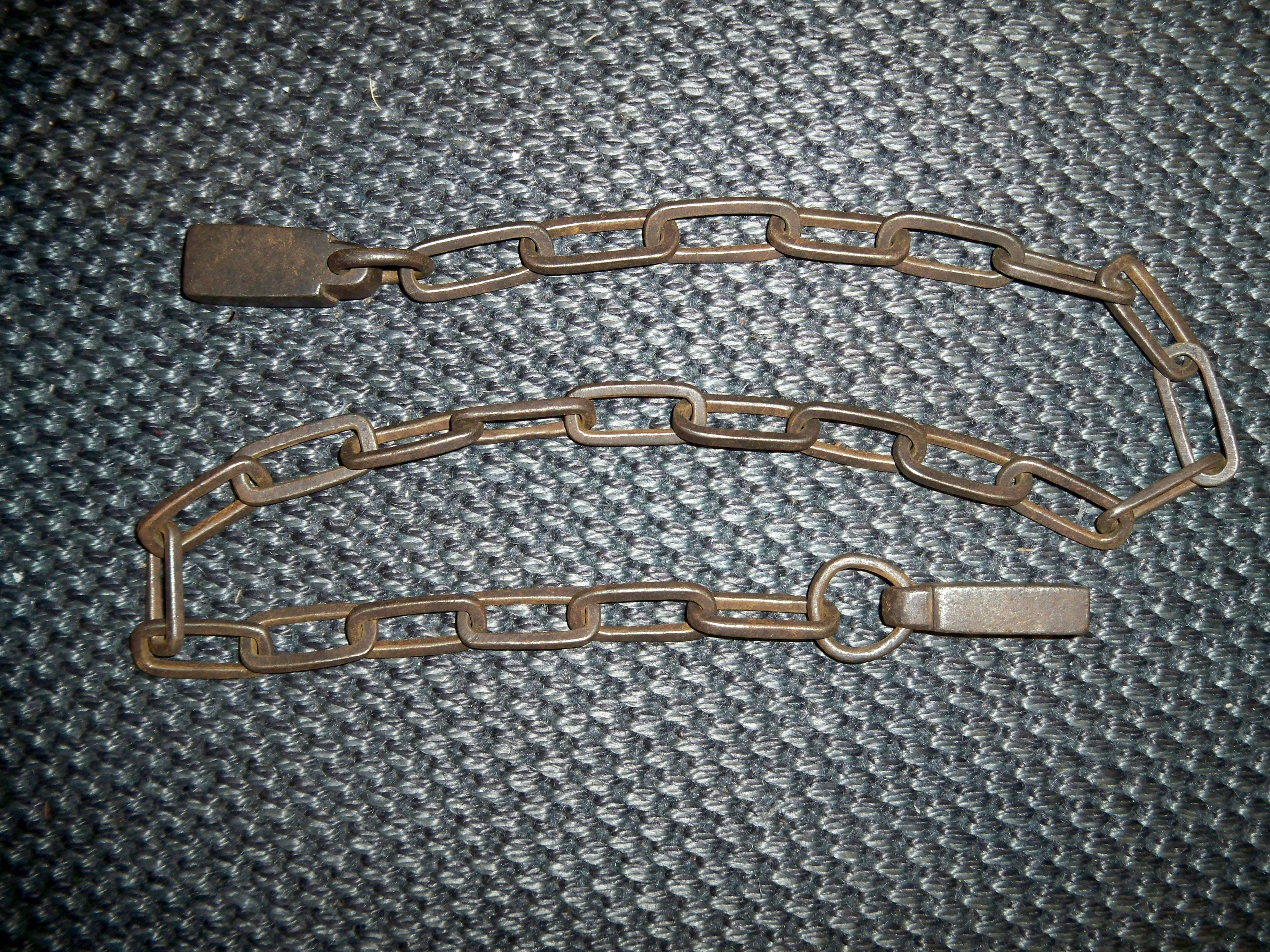
Кусари-фундо[англ.], боевой цеп
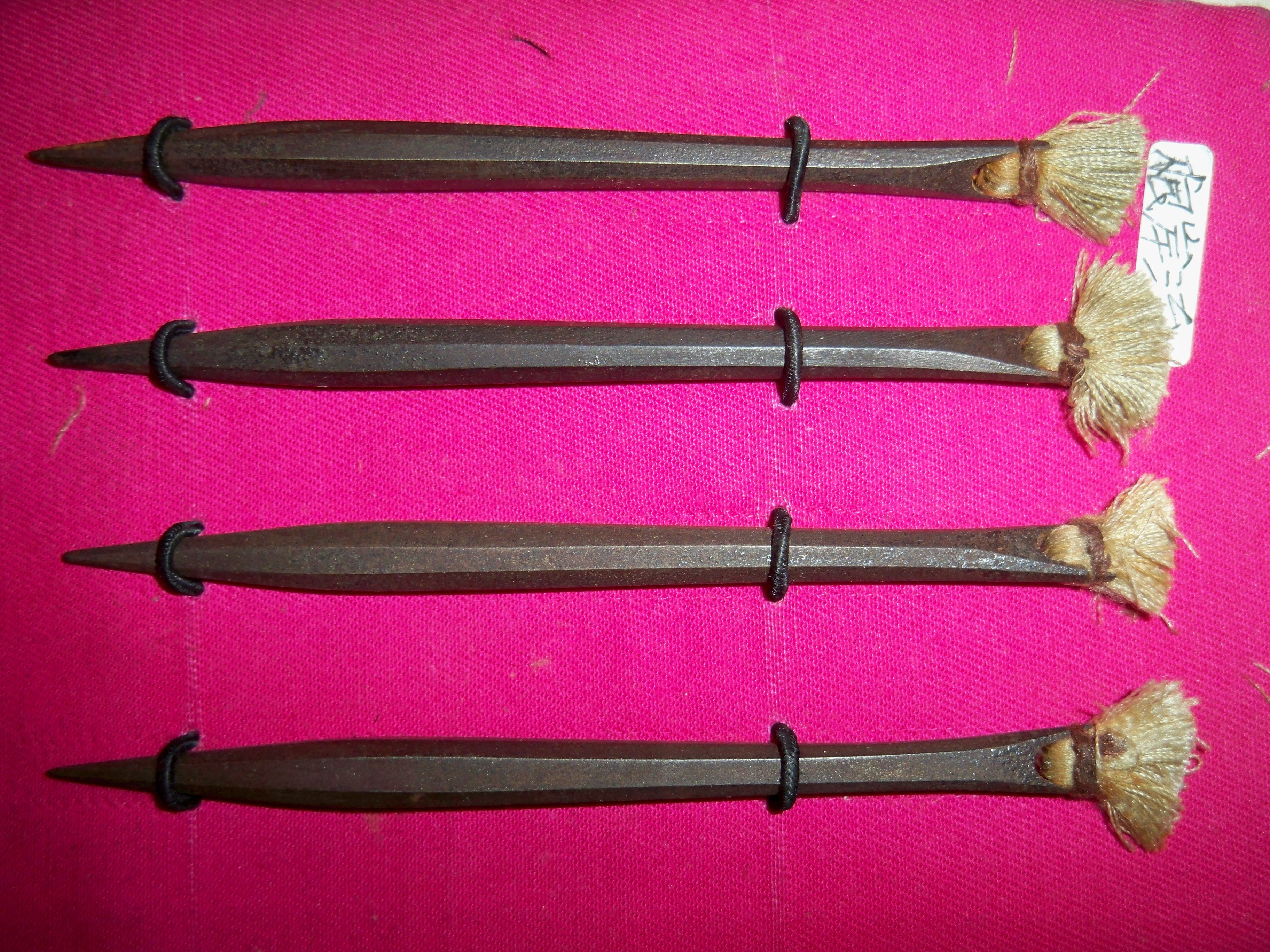
Бо-сюрикэн, дротики с оперением
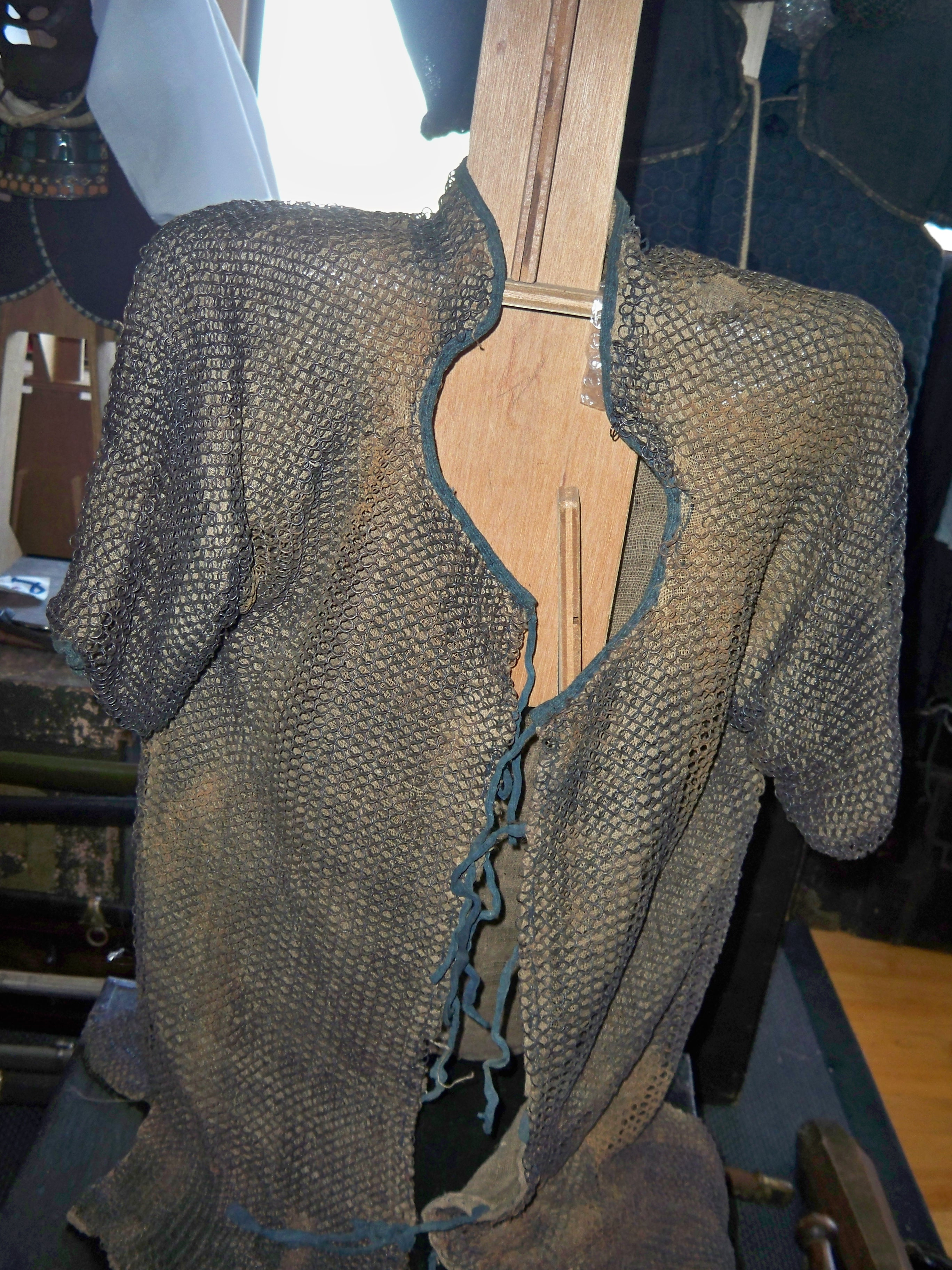
Кусари-катабира, кольчуга
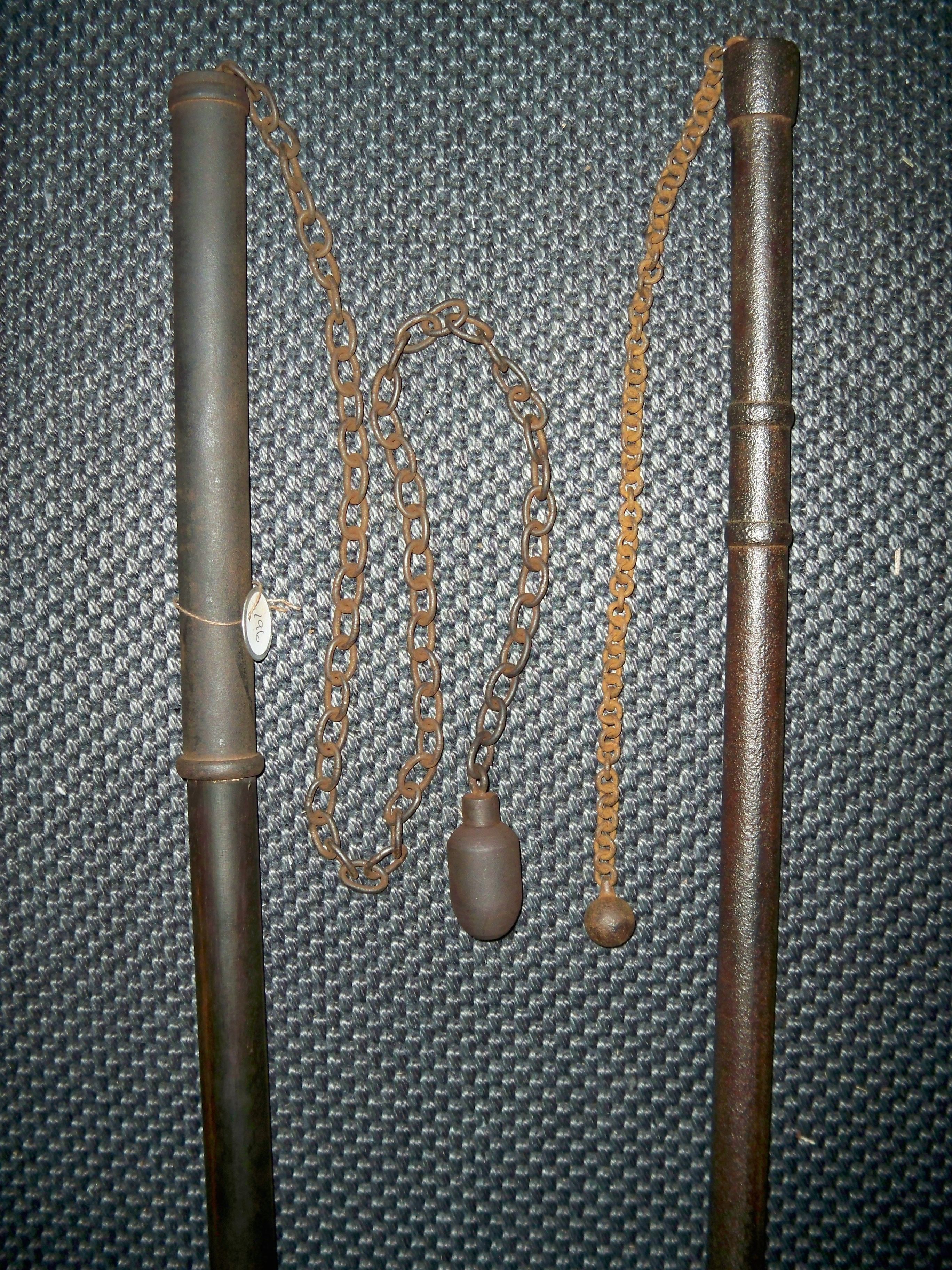
Тигирики[англ.], боевой цеп
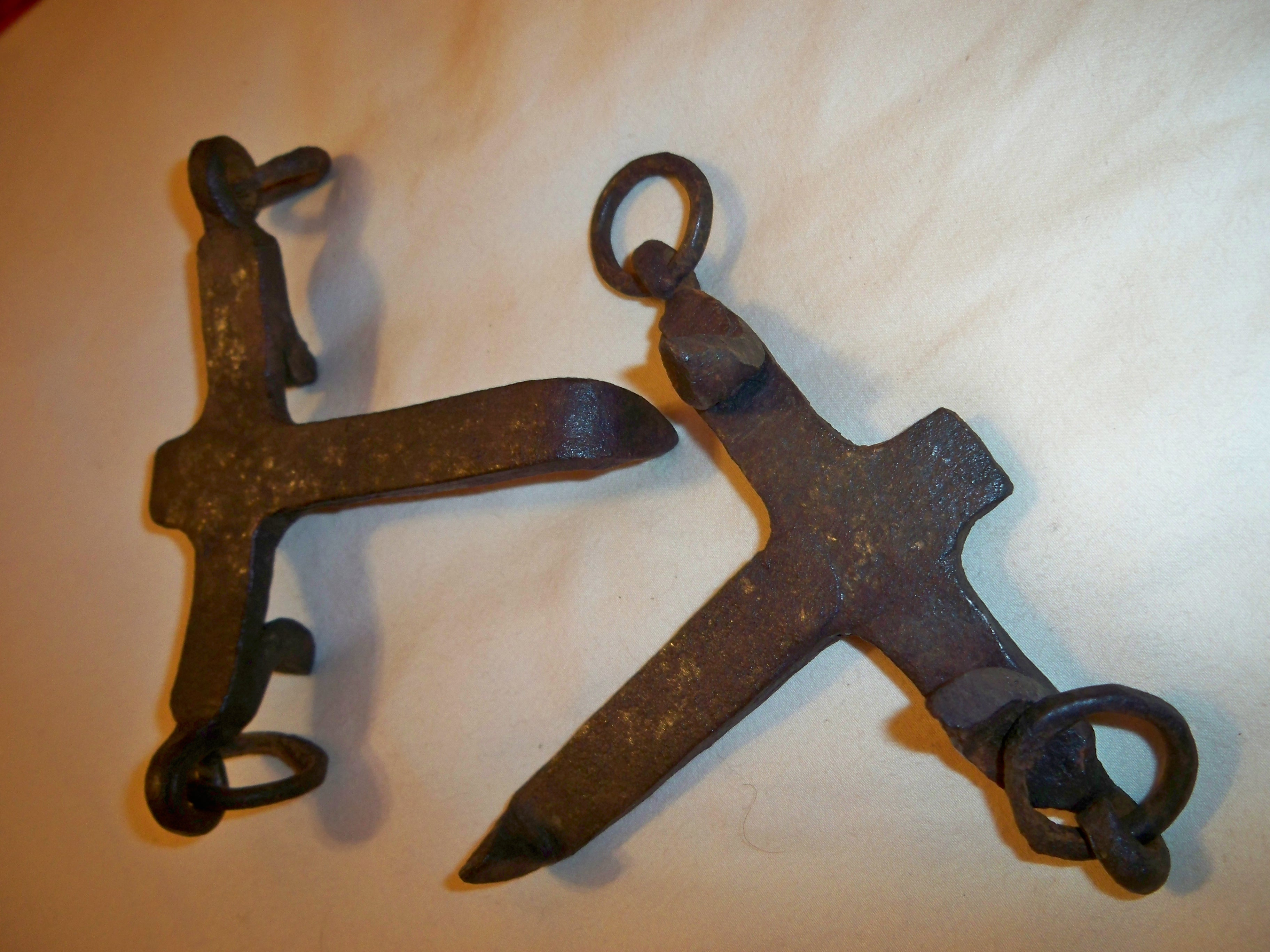
Асико, кошки для подъёма по стене
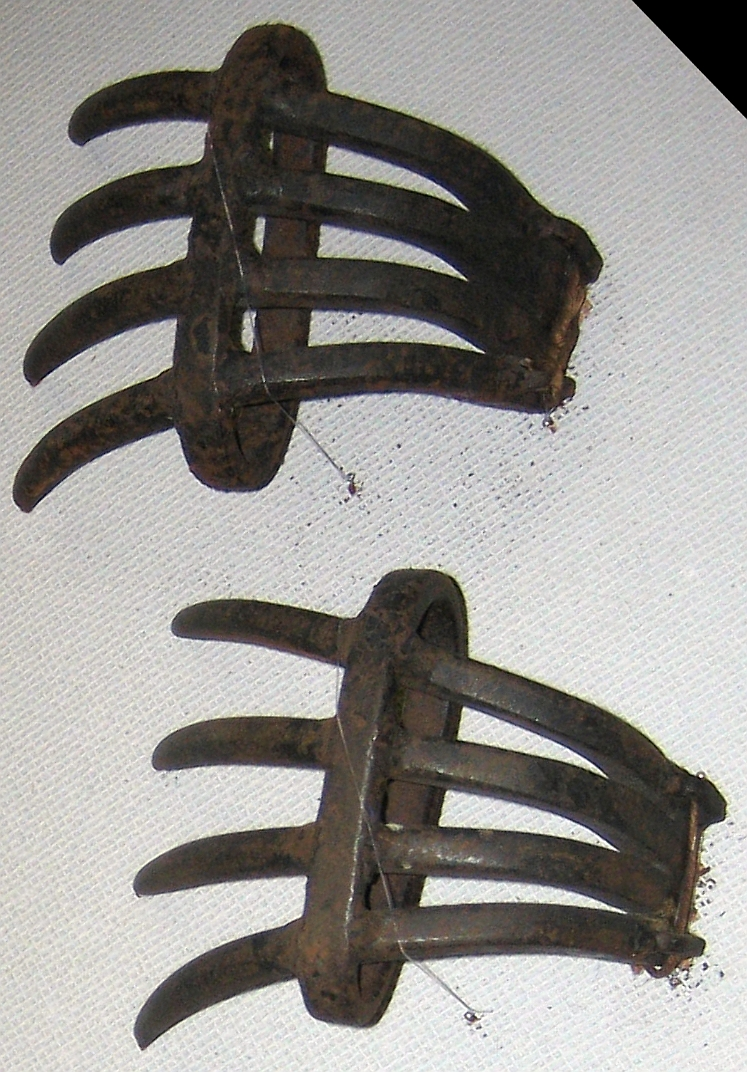
Тэкко-каги, боевые когти

### На русском
- А. А. Долин, Г. В. Попов. Кэмпо — традиция воинских искусств. — 3-е издание. — М.: Наука, 1991. — 429 с. — ISBN 5-02-016966-8.
- А. М. Горбылёв. Ниндзя. Первая полная энциклопедия. — М.: Эксмо, 2016. — 624 с. — ISBN 978-5-699-89060-6.
- Э. Камминз. В поисках ниндзя. — М.: Вече, 2017. — 304 с. — ISBN 978-5-4444-2237-3.
- Алексей Маслов. Удел терпеливых // Техника — молодёжи. — 1990. — № 11. — С. 38—41.
- Алексей Маслов. Удел терпеливых // Техника — молодёжи. — 1990. — № 12. — С. 42—45.

### На английском
- Terry Crowdy. The enemy within: a history of espionage. — Osprey Publishing, 2006. — ISBN 978-1-84176-933-2.
- Louis Frederic. Japan Encyclopedia. — Belknap Harvard, 2002. — ISBN 0-674-01753-6.
- Jin'ichi Kawakami. Ninja no okite. — Kadokawa, 2016. — ISBN 978-4-04-082106-1.
- Stephen Turnbull[англ.]. Ninja AD 1460–1650 (англ.). — Osprey Publishing, 2003. — 64 p. — ISBN 978-1-84176-525-9.